# Shelly Poole
Shelly Poole, vero nome Michelle Lena Poole (Barking, 20 marzo 1972), è una cantautrice britannica.
È famosa nel duetto con la sorella Karen, nel duo, Alisha's Attic.  È sposata con Ally McErlaine dei Texas dall'ottobre del 2001.
A maggio 2006 è uscito il suo singolo Lost in You, poco dopo partecipò con Michael Gray in The Weekend (2005) uscita come singolo solo nel 2006. Con Michael canta nella canzone di musica house Borderline.
Il suo ultimo singolo è Totally Underwater. Il singolo include un remix di Totally Underwater fatto da Andy Bradfield e nell'altro lato le canzoni One Kiss e What You Feel Like.